# Thamnodynastes rutilus
Espèce
Synonymes
- Dryophylax rutilus Prado, 1942

Thamnodynastes rutilus  est une espèce de serpents de la famille des Dipsadidae.

## Répartition
Cette espèce est endémique de l'État de São Paulo au Brésil.

## Publication originale
- Prado, 1942 : Serpentes do gênero Dryophylax, com a descrição de uma nova expécie. Ciència, Mexico City, vol. 3, p. 204-205.